# Anett Devantier
Anett Devantier es una deportista de la RDA que compitió en remo. Ganó una medalla de plata en el Campeonato Mundial de Remo de 1986, en la prueba de ocho con timonel.

## Palmarés internacional
| Campeonato Mundial | Campeonato Mundial       | Campeonato Mundial | Campeonato Mundial |
| Año                | Lugar                    | Medalla            | Prueba             |
| ------------------ | ------------------------ | ------------------ | ------------------ |
| 1986               | Nottingham (Reino Unido) | Medalla de plata   | Ocho con timonel   |